# Klek (Kroatië)
Klek is een dorpje aan de kust van Kroatië, vlak bij Opuzen. Het is vanaf het noorden het laatste dorp voor de grensovergang met Bosnië en Herzegovina nabij Neum. Economisch gezien is Klek afhankelijk van het toerisme.
Er is een brug gepland tussen Klek en het schiereiland Pelješac, de Pelješac-brug; deze is bedoeld om een directe verbinding tussen het gebied rondom Dubrovnik en de rest van het vasteland van Kroatië mogelijk te maken. Kroatië en Bosnië en Herzegovina onderhandelen nog over de komst van deze brug.